# Shock Value II
Shock Value II è il terzo album da solista del cantante e produttore discografico Timbaland. L'uscita dell'album è stata annunciata dallo stesso Timbaland e la data di pubblicazione è il 4 dicembre 2009 per l'Europa, il 7 dicembre per il Regno Unito e il giorno seguente per quanto riguarda il Nord America. Negli Stati Uniti è disponibile una edizione deluxe con un CD aggiuntivo.

## Ospiti
Gli ospiti confermati in questo album, in ordine di apparizione, sono: Attitude, Bran' Nu, Chad Kroeger dei Nickelback, Daughtry, D.O.E., Drake, Esthero, Jet, JoJo, Justin Timberlake, Katy Perry, Keri Hilson, Miley Cyrus, Nelly Furtado, OneRepublic, Sebastian, SoShy, The Fray. Purtroppo non compaiono in questo album artisti del grosso calibro precedentemente annunciati dallo stesso Timbaland, tra cui Rihanna, Beyoncé, Madonna e Jay-Z.

## Singoli
Il primo singolo, Morning After Dark, che vede la collaborazione della cantante parigina SoShy, è andato in onda in anteprima mondiale durante il programma radiofonico On-Air with Ryan Seacrest il 16 ottobre 2009. Successivamente è stata distribuita una seconda versione con l'aggiunta di una strofa cantata da Nelly Furtado ed entrambe le edizioni sono ora disponibili per il download digitale su iTunes e Amazon.com. Il brano è stato totalmente ispirato al fortunato film Twilight, basti guardare il video-clip ufficiale nel quale Timbaland e SoShy hanno il compito di difendere una giovane ragazza dalle plurime aggressioni da parte di un gruppo di vampiri.
Il secondo singolo estratto dall'album per l'Italia è If We Ever Meet Again duetto con Katy Perry.
Per il brano Say Something, duetto con il cantante canadese Drake è stato realizzato un promo con un video-clip.
Il 1º dicembre sono stati pubblicati su iTunes due singoli promozionali: We Belong To The Music con Miley Cyrus e If We Ever Meet Again con Katy Perry.

## Tracce
| Standard edition | Standard edition                                     | Standard edition                                                              | Standard edition                                                   | Standard edition  |
| #                | Titolo                                               | Autore                                                                        | Produttore                                                         | Lunghezza (mm:ss) |
| ---------------- | ---------------------------------------------------- | ----------------------------------------------------------------------------- | ------------------------------------------------------------------ | ----------------- |
| 1.               | Intro - with DJ Felli Fel                            | James Andrew Reigart                                                          | Timbaland                                                          | 0:49              |
| 2.               | Carry Out - with Justin Timberlake                   | J. Timberlake, James D. Washington, Timothy Clayton                           | Timbaland & Jroc                                                   | 3:53              |
| 3.               | Lose Control - with JoJo                             | Nikesha Briscoe, Rapheal Akinyemi, Dean Beresford, Ervin Ward                 | Timbaland, co-produced by Jroc                                     | 4:28              |
| 4.               | Meet in tha Middle - with Bran' Nu                   | Clayton, Brandy Norwood, D.O.E.                                               | Polow da Don, co-prodotta da Timbaland                             | 4:01              |
| 5.               | Say Something - with Drake                           | Aubrey Drake Graham, Clayton, D.O.E.                                          | Timbaland, co-produced by Jroc                                     | 4:01              |
| 6.               | Tomorrow In A Bottle - with Chad Kroeger & Sebastian | Garland Mosley, Washington, Clayton                                           | Timbaland, co-produced by Jroc, additional production by Wizz Dumb | 5:28              |
| 7.               | We Belong to the Music - with Miley Cyrus            | Washington, Walter Milsap, Candice Nelson                                     | Timbaland, co-produced by Jroc                                     | 4:28              |
| 8.               | Morning After Dark - with Nelly Furtado & SoShy      | Deborah Epstein, Michelle Bell, Keri Hilson, Washington, D.O.E.               | Timbaland & Jroc                                                   | 3:52              |
| 9.               | If We Ever Meet Again - with Katy Perry              | Washington                                                                    | Jim Beanz & Timbaland                                              | 4:53              |
| 10.              | Can You Feel It - with Esthero & Sebastian           | Clayton, Washington, G. Mosley                                                | Timbaland, Jroc                                                    | 4:44              |
| 11.              | Ease off the Liquor                                  | Washington, D.O.E., Clayton                                                   | Timbaland & Jroc                                                   | 5:58              |
| 12.              | Undertow - with The Fray & Esthero                   | Isaac Slade, Joe King, Ben Wysocki, Dave Welsh, Washington                    | The Fray & Timbaland, additional production by Jroc                | 4:22              |
| 13.              | Timothy Where You Been - with Jet                    | Washington, Clayton, Nic Cester, Chris Cester, Cameron Muncey, Mark Wilson    | Timbaland & Jroc                                                   | 4:47              |
| 14.              | Long Way Down - with Daughtry                        | Washington, Chris Daughtry                                                    | Timbaland & Jroc                                                   | 4:23              |
| 15.              | Marchin On (Timbaland Remix) - with OneRepublic      | Ryan Tedder, Zach Filkins, Eddie Fisher, Brent Kutzle, Drew Brown, Washington | Ryan Tedder & Timbaland                                            | 4:12              |
| 16.              | The One I Love - with Keri Hilson & D.O.E.           | D.O.E., Briscoe, Akinyemi, Beresford, Ward, Dennis Matkosky, Michael Sembello | Timbaland & Jroc                                                   | 4:34              |
| 17.              | Symphony - with Attitude, Bran'Nu & D.O.E            | Clayton, Norwood, Washington, D.O.E                                           | Timbaland, co-produced by Jroc, additional production by J. Mizzle | 4:21              |